# Winksele-Delle

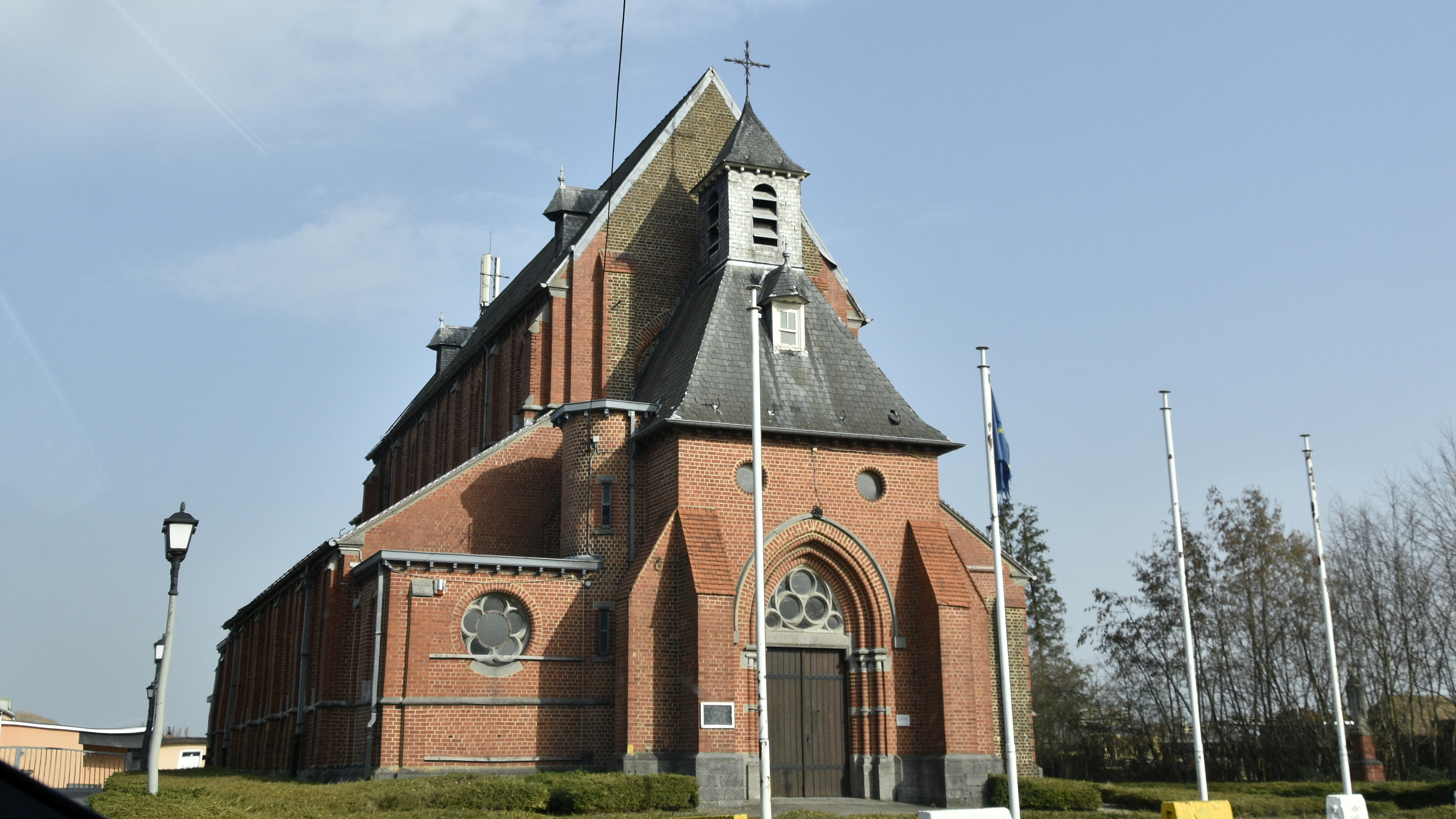
Heilig-Hartkerk

Winksele-Delle of kortweg Delle is een plaats in de Vlaams-Brabantse gemeente Herent.
Delle is gelegen aan de N26 die van Mechelen naar Leuven loopt. De hoogte bedraagt ongeveer 20 meter.
Delle was een landbouwdorp dat in de 18e eeuw nog als Neerwinxele bekend stond. Het had in die tijd meer inwoners dan het nabijgelegen Winksele, waar zich echter de parochiekerk bevond. Pas in 1900 werd een eigen (hulp-)parochie gesticht.
Delle heeft veel geleden tijdens de Eerste Wereldoorlog: van 24-27 augustus 1914 vonden op grote schaal moorden en brandstichtingen plaats.
Vanaf 1918 kwam de witlofteelt op. Het hoogtepunt lag in de jaren '50 en '60 van de 20e eeuw. Schaalvergroting en mechanisatie leidde tot een terugloop van het aantal witloftelers in de jaren '90 van de 20e eeuw.
De naam Delle duidt op een dal. Van 1905-1936 werd gebouwd aan een parochiekerk: de Heilig-Hartkerk.
Ten zuiden van Delle bevindt zich het Kastanjebos.

## Nabijgelegen kernen
Herent, Winksele, Tildonk, Buken